# Euphorbia dracunculoides
Euphorbia dracunculoides es una especie fanerógama perteneciente a la familia de las euforbiáceas. Es originaria de Eurasia y Norte de África.

## Descripción
Es una hierba perennifolia, anual o de corta duración, que alcanza un tamaño de 10-40 cm de altura.  Tallo ramificado con ramas ascendentes. Hojas alternas, estípulas ausentes; pecíolos ausentes o casi,  láminas foliares linear-oblongas, de 1-3 cm × 2.5-4 mm, base truncada o redondeada, el margen entero, el ápice redondeado u obtuso, pocos nervios laterales, discreta. Inflorescencia  terminal discreta con ciatio de pocos rayos. La fructificación del pedúnculo de 3 mm; cápsula subglobosa,  3,5 x 3,5 mm, lisa o reticulada oscuramente, glabros. Semillas ovoides, cilíndricas. Fl. Abril-julio, fr. Mayo-agosto.

## Distribución y hábitat
Se encuentra en las riberas de los ríos, valles, bordes de carreteras de las zonas arenosas, a una altitud de 400-1900 metros, en China, India, Nepal, Pakistán, Norte de África, Asia, C y SW, S de Europa.

## Taxonomía
Euphorbia dracunculoides fue descrita por Pierre Edmond Boissier y publicado en Encyclopédie Méthodique, Botanique 2: 428. 1788.
Etimología
Euphorbia: nombre genérico que deriva del médico griego del rey Juba II de Mauritania (52 a 50 a. C. - 23), Euphorbus, en su honor – o en alusión a su gran vientre –  ya que usaba médicamente Euphorbia resinifera. En 1753 Carlos Linneo asignó el nombre a todo el género.
dracunculoides: epíteto latino que significa "smilar a Dracunculus".
Sinonimia
- Tithymalus dracunculoides (Lam.) Klotzsch & Garcke	[5][6]